# Kris Van Trier
Kris Van Trier (15 december 1966) is een Belgisch toneelacteur en toneelmaker en werkt nauw samen met Waas Gramser.

## Artistieke loopbaan
Kris Van Trier wordt verbonden in zijn werk als toneelmaker met Waas Gramser en werkten samen bij STAN (1991 - 1993), bij Guy Cassiers binnen Maten (1994 - 1996) en bij de Onderneming (1997 - 2005). De Onderneming werd in 2005 gesticht door Waas Gramser en Kris Van Trier en heet voortaan Comp. Marius.

### Producties
Kris Van Trier speelde een actieve rol in de volgende producties (datum eerste opvoering):
- 1991: Ivanov (met Het Nationaal Toneel naar Anton Tsjechov)[3]
- 1991: De natuurlijk dochter
- 1991: Witold/Maagdelijkheid (tekst naar 'maagdelijkheid' van Witold Gombrowicz)[4]
- 1992: Mazurka (TG Stan, naar Camillo José Cela)
- 1993: De kluchtzangers (TG Stan, Willy Thomas)
- 1993: Maten (TG Stan, naar Measure for measure, Shakespeare)
- 1993: 1974 (naar Dantons Tod van Georg Büchner)[5]
- Sputnik / Het Huwelijk (Maten, Gombrowicz)
- 1994: Don Carlos (Maten, naar Don Carlos, Schiller)
- 1994: De mémoires van Stefan Czarniecki (Maten, Gombrowicz)
- 1994: De dagen van Leopold Mangelmann
- 1995: Rien ne va plus
- 1995: Doña Rosita (Maten, FG Lorca)
- 1995: De Amerikaanse droom / Vanachter
- 1997: O, o, o (naar de misantroop, Molière)
- 1998: Marius
- 1999: Bêt noir
- 2000: Slub
- 2000: Sasja danse
- 2001: De republiek der dromen
- 2001: Marius, Fanny en César
- 2001: De Kleine Onderneming
- 2003: De ideale ernst of het belang van een echtgenoot.[6]
- 2002: Nagras
- 2003: Macht der gewoonte
- 2006: Republiek der dromen (of de geschiedenis van de geschaakte en verwisselde prinses). (naar Bruno Schulz).[7]
- 2008: De Sunshine Boys van Neil Simon (productie Comp. Marius).[8]
- 2006: Happy days / Oh les beaux jours
- 2007: Allen die vallen
- 2007: Manon & Jean van Florette
- 2009: Beckett & omelet
- 2009:  La Force de l'habitute
- 2009: Wintervögelchen (Door Jan Decorte, Bloet vzw & Comp Marius)[9]
- 2011: Niks of niks
- 2012: BRIEF
- 2012: Een Hollander ontdekt Vlaanderen
- 2012: De Schpountz
- 2013: Shylock
- 2013: Allen die vallen
- 2015: Voor niks Umsonst
- 2017: Ne Swarte
- 2017: Onze wederzijdse vriend